# 圣拉捷
圣拉捷（法語：Saint-Lattier，法語發音：[sɛ̃ latje]）是法国伊泽尔省的一个市镇，属于格勒诺布尔区。

## 地理
圣拉捷（45°5'16"N, 5°12'4"E）面积18.17 平方千米，位于法国奥弗涅-罗讷-阿尔卑斯大区伊泽尔省，该省份为法国东南部内陆省份，北起顺时针与安省、萨瓦省、上阿尔卑斯省、德龙省、阿尔代什省、卢瓦尔省和罗讷省。
与圣拉捷接壤的市镇（或旧市镇、城区）包括：拉博姆多斯坦、沙蒂永圣让、埃默、帕尔南、圣保罗莱罗芒、蒙塔涅、圣博内德沙瓦涅、圣伊莱尔迪罗西耶。

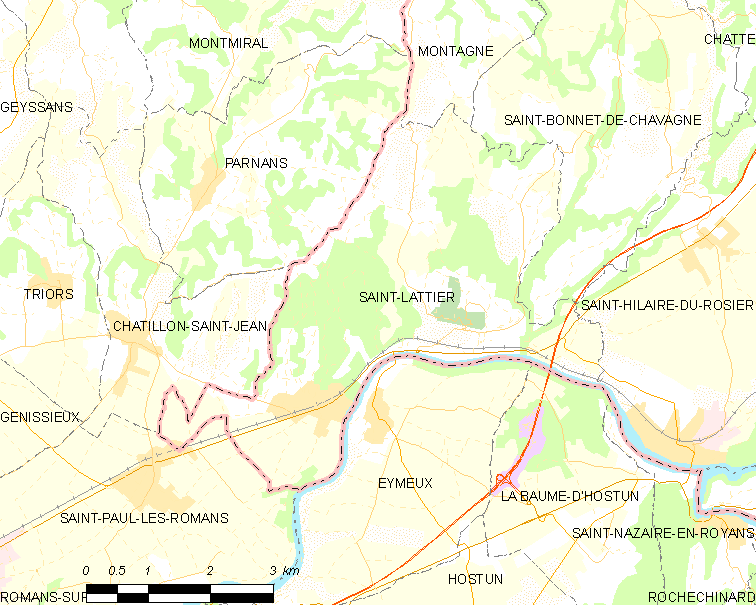
圣拉捷的OSM定位图

圣拉捷的时区为UTC+01:00、UTC+02:00（夏令时）。

## 行政
圣拉捷的邮政编码为38840，INSEE市镇编码为38410。

## 政治
圣拉捷所属的省级选区为南格雷西沃当县。

## 人口

1962-2008年间圣拉捷人口变化图示

圣拉捷于2022年1月1日时的人口数量为1468人。